# Sandis Prūsis
Sandis Prūsis (ur. 24 października 1965 w Windawie) – łotewski bobsleista, olimpijczyk.

## Kariera
Pierwszy sukces w karierze Sandis Prūsis osiągnął w sezonie 1997/1998, kiedy zajął trzecie miejsce w klasyfikacji generalnej Pucharu Świata w kombinacji. Następnie zajął trzecie miejsce w dwójkach w sezonie 1998/1999, a w sezonie 2000/2001 był drugi w czwórkach i trzeci w kombinacji. Ponadto w sezonie 2002/2003 był ponownie drugi w czwórkach, przegrywając tylko z Niemcem André Lange. W 1992 roku wystartował na igrzyskach olimpijskich w Albertville, zajmując piętnaste miejsce w dójkach i czternaste w czwórkach. Jeszcze trzykrotnie startował na imprezach tego cyklu, najlepsze wyniki osiągając podczas igrzysk olimpijskich w Nagano w 1998 roku, gdzie był piąty w dwójkach i szósty w czwórkach.